# Der Städtebau
Der Städtebau (ab 1925 nur: Städtebau) war die erste deutschsprachige Zeitschrift, die sich ausschließlich dem Thema Städtebau widmete. Sie wurde 1904 von Camillo Sitte und Theodor Goecke gegründet.

## Geschichte

### Gründung
Die Initiative zur Gründung der ersten deutschsprachigen Städtebau-Zeitschrift ging auf Camillo Sitte zurück, der aus strategischen Gründen Theodor Goecke als Mit-Herausgeber gewann, welcher ebenso wie er selbst Architekt und Städtebauer, aber auch preußischer Baubeamter und Hochschullehrer war. Aus gleicher Motivation, um eine weite Verbreitung im deutschsprachigen Raum zu erzielen, wählte Sitte als Österreicher bewusst Berlin als Verlagsort. Sitte starb kurz vor Erscheinen des ersten Heftes, hatte jedoch noch wesentlich das Programm der Zeitschrift festgelegt.
Entsprechend dem Untertitel „Monatsschrift für die künstlerische Ausgestaltung der Städte nach ihren wirtschaftlichen, gesundheitlichen und sozialen Grundsätzen“ sollte ein umfassend ganzheitliches Verständnis des Städtebaus vertreten werden. Erklärtes Ziel war, „eine Sammelstätte für die Einzelarbeiten aller mitbeteiligten Fachmänner zu schaffen und zugleich ein Organ zur Belehrung und Anregung aller Mitbeteiligten.“ Genannt wurden
in diesem Sinne „Techniker, Künstler, Nationalökonomen, Hygieniker, Sozialpolitiker, Verwaltungsbeamte und Mitglieder gesetzgebender Körperschaften […] alle Bewohner unserer Städte.“

### Beilagen
Mit dem Jahrgang 1929 wurde die Zeitschrift Baupolitik, von dem österreichischen Architekten und Städtebauer Karl Heinrich Brunner gegründet, zur Beilage des Städtebau. 
Bereits ein Jahr später wurde Der Städtebau seinerseits zur Beilage der  Zeitschrift Wasmuths Monatshefte für Baukunst und Städtebau bzw. seit 1932 der Monatshefte für Baukunst und Städtebau  und erschien in dieser Form bis 1939. 

## Persönlichkeiten
Herausgeber
- Camillo Sitte, 1903, Begründer
- Theodor Goecke, 1904–1919
- Heinrich de Fries, 1919–1923
- Werner Hegemann, 1925–1933
- Friedrich Paulsen, 1933–1939

Weitere Mitarbeiter
- Karl Heinrich Brunner, 1929–  , Herausgeber der Beilage Baupolitik

## Bände
- Jahrgang 1, 1904 Archive
- Jahrgang 2, 1905 Archive